# Beck Salamon
Beck Salamon (Topolya, 1885. március 25. – Budapest, 1974. június 7.) magyar jogtudós, ügyvéd,  egyetemi tanár, az állam- és jogtudományok doktora (1957). Az utolsó magyar esetjogásznak tekinthető.

## Életpályája
Apja Beck Móric cipészmester volt. Felesége dr. Klein Magdolna.
Elemi iskoláit szülőfalujában a zsidó iskolában végezte, ezt követően hat évig a szabadkai gimnáziumba járt. 1903-ban Újvidéken érettségizett, majd jogi tanulmányait a budapesti tudományegyetemen végezte. 1907-ben avatták doktorrá. A diploma megszerzése után külföldön is folytatott tanulmányokat, majd ügyvédjelölti gyakorlata után  1910-ben ügyvédi oklevelet szerzett. Csatlakozott a polgári radikalizmus eszméihez, a Galilei Kör tagja lett. A két világháború között ügyvédi gyakorlatot folytatott és egyben jogi szakírói munkássága is jelentős. (pl. az 1934-ben megjelent Magyar védjegyjog). A magánjog és a kereskedelmi jog kérdéseivel foglalkozott. 
Beck Salamon 1925-ben Meszlény Artúr főszerkesztővel és Varannai István szerkesztőtársával indította meg a Polgári Jog című, havonta megjelenő szaklapot, amelynek Beck Salamon nemcsak szerkesztője, hanem gyakori cikkírója is volt. Az 1939 végén betiltott lapban a Beck Salamon által 14 év folyamán írt cikkek száma több mint 300 volt.
1929 és 1931 között az egységes bírói és ügyvédi vizsgabizottság („vizsgálóbizottság”) tagja volt. A második világháború után a jogi felsőoktatásban tanított, az ELTE tanszékvezető egyetemi tanáraként vonult nyugalomba.  Az 1962-ben alapított Magyar Iparjogvédelmi Egyesület ügyvezető elnöke és egyik legaktívabb tagja volt, aki jogtudósként is foglalkozott a védjegyjoggal és szabadalmi joggal.

## Társadalmi szerepvállalása
- a Budapesti Kereskedelmi Testület főtitkára;
- az Országos Ügyvédszövetség budapesti osztályának társelnöke;
- Magyar Iparjogvédelmi Egyesület ügyvezető elnöke.

## Díjai, elismerései
- Iparjogvédelmi Emlékérem
- Munka Érdemrend arany fokozata

## Főbb művei
- A köteles rész jogállása (Bp., 1913)
- Beck Salamon, Vámbéry Rusztem: A tisztességtelen versenyről szóló törvény magyarázata; OMKE, Bp., 1923 (Az OMKE könyvtára)
- Kötelemvalósulás; Pesti Lloyd Ny., Bp., 1927 (A Polgári Jog könyvtára)
- Érdekeszme töredékek (Bp., 1933)
- Magyar védjegyjog (Bp., 1934)
- Jellegtartó és jellegvesztő kötelmek (Bp., 1938)
- A jogszabályok átvitt alkalmazása (négy értekezés, Bp., 1941)
- A kereskedelmi és váltójog vázlata (Bp., 1947)
- A békeszerződés és az eszmei javak (Bp., 1948)
- Többszemélyes perjogi helyzetek (Bp., 1952)
- Polgári eljárásjogi esetgyűjtemény; ELTE, Bp., 1958
- Életének humoros történeteit Öreg jogász tövistermése című kötetében adta ki 1969-ben.

## Emlékezete
- Budapesten, a Farkasréti temetőben nyugszik.
- Világhy Miklós: Dr. Beck Salamon (1885–1974). Az utolsó magyar esetjogász halálára (Jogtud. Közl., 1974, 12. sz.)
- Emlékkönyv Beck Salamon születésének 100. évfordulójára, 1885–1985; szerk. Németh János, Vékás Lajos; ELTE–Budapesti Ügyvédi Kamara, Bp., 1985
- A Magyar Tudományos Akadémia Miskolci Területi Bizottsága (MTA-MAB) 2015. november 13-án Beck Salamon Emlékkonferenciát rendezett Miskolcon Archiválva 2016. október 3-i dátummal a Wayback Machine-ben.
- 2016-ban létrehozták a Beck Salamon Alapítványt.
- Vida Sándor: Beck Salamon és a védjegyjog. Iparjogvédelmi és Szerzői Jogi Szemle, 2016. április